# Katja Nagel
Katja Nagel, geborene Steinbeisser (* 4. Dezember 1963 in München). ist eine deutsche Kommunikationsmanagerin, Fachbuchautorin und Hochschuldozentin.

## Leben
Katja Steinbeisser studierte von 1984 bis 1990 Betriebswirtschaftslehre an der Friedrich-Alexander-Universität Erlangen-Nürnberg und der Universität Straßburg. Ab 1990 war sie in verschiedenen Funktionen für Siemens Nixdorf tätig und promovierte 1995 berufsbegleitend am Lehrstuhl für betriebswirtschaftliche Informations- und Kommunikationsforschung der Ludwig-Maximilians-Universität München. Im Januar 2001 wechselte sie von Siemens Nixdorf zu T-Systems und übernahm dort die Bereichsleitung Account Management & Customer Development. Von 2002 bis 2005 war sie Bereichsleiterin Corporate Development der O2 Germany und trat danach in die Geschäftsleitung der PR-Agentur von Dietrich von Gumppenberg ein. Im Januar 2007 gründete sie eine auf unternehmerische Sondersituationen spezialisierte Kommunikationsberatung in München.
Sie hält Lehraufträge am Institut für Personalwirtschaft der Ludwig-Maximilians-Universität München und an der Fakultät für Betriebswirtschaft der Hochschule München. Im November 2011 wurde sie in den Vorstand der Dachgesellschaft Deutsches Interim Management (DDIM) gewählt. Sie ist außerdem Mitglied in der Turnaround Management Association TMA.

## Veröffentlichungen
- Gegen alle Regeln: Change Management live; Carl-Hanser-Verlag, München 2005, ISBN 3-446-40028-1
- Ausnahmefall – Unternehmenskommunikation in Sondersituationen, Wirtschaftswoche-Sachbuch; Linde-Verlag 2010, ISBN 978-3-7093-0294-1
- Employer Branding – Starke Arbeitgebermarken jenseits von Marketingphrasen und Werbetechniken; Linde-Verlag 2011, ISBN 978-3-7093-0336-8
- Professionelle Projektkommunikation, Wirtschaftswoche-Sachbuch; Linde-Verlag 2012, ISBN 978-3-7143-0230-1
- Anspruch und Wirklichkeit der Projektkommunikation – Eine empirische Studie unter Projektmanagern. In: PMaktuell. 3, 2013, S. 28–31.
- CEO-Kommunikation als machtvolles Instrument zur Unternehmensführung in herausfordernden Situationen; Linde-Verlag 2013, ISBN 978-3-7143-0249-3